# Sin City (film)
Pour les articles homonymes, voir Sin City.
Série
Sin City : J'ai tué pour elle
(2014)
Pour plus de détails, voir Fiche technique et Distribution.
Sin City ou Une histoire de Sin City au Québec est un film américain de Frank Miller et Robert Rodriguez (avec la participation de Quentin Tarantino), sorti en 2005.
C'est l'adaptation de la série de comics du même nom de Frank Miller. Une suite, Sin City : J'ai tué pour elle, également réalisée par Frank Miller et Robert Rodriguez, est sortie en 2014.

## Synopsis
Basin City, surnommée « Sin City », est la ville du vice et du péché. Dans cette métropole détruite par le crime évoluent trois personnages atypiques et marginaux : Marv (Mickey Rourke), un colosse tout juste sorti de prison ; Dwight McCarthy (Clive Owen) un homme à femmes au passé trouble ; John Hartigan (Bruce Willis), l'un des seuls policiers intègres de la ville.
Tout commence lorsqu'un homme (Josh Hartnett) rencontre une jeune femme (Marley Shelton) sur une terrasse. Il la charme en lui proposant une cigarette puis l'abat froidement. L'homme était en réalité un tueur à gages, payé par cette dernière pour la tuer.
Hartigan, approchant de la retraite, traque Roark Jr (Nick Stahl), le fils d'un sénateur mais aussi un dangereux pédophile. Il vient d'enlever Nancy Callahan (Mackenzie Vega), une enfant de 11 ans. Après avoir assommé Bob (Michael Madsen), son coéquipier ripoux, Hartigan élimine les complices de Roark et coince celui-ci sur les quais. Là, il lui arrache l'oreille et l'avant-bras avec son revolver, avant de le priver de son sexe, son « arme la plus précieuse ». Hartigan est ensuite abattu par Bob, et laissé pour mort.
Après une nuit torride, Marv se réveille dans une chambre d'hôtel avec une prostituée de luxe, Goldie (Jaime King). Mais celle-ci est morte, tuée dans son sommeil. Peu de temps après, les policiers débarquent et Marv doit fuir. Il se réfugie chez Lucille (Carla Gugino), sa contrôleuse judiciaire homosexuelle. Décidé à venger la mort de Goldie, il erre à travers la ville, torturant et tuant le moindre truand pouvant le renseigner. Finalement, le curé malhonnête de la ville (Frank Miller) accuse le Cardinal Roark (le frère du sénateur dont le fils est pédophile) mais Marv ne le croit pas. Après l'avoir tué, il vole sa voiture quand, soudain, une jeune femme ressemblant à Goldie le renverse en voiture. Pensant être victime d'hallucinations, Marv poursuit sa quête de vengeance : il se rend dans une petite ferme isolée où habite Kevin (Elijah Wood), un cannibale psychopathe, assassin de Goldie. Mais il est fait prisonnier et découvre que Lucille aussi est prisonnière. Le tueur l'a mutilée mais la jeune femme a un moral d'acier. Après avoir vu Kevin partir dans une limousine, Marv s'évade avec Lucille. Les policiers arrivent, et Lucille assomme Marv pour éviter le bain de sang. Mais elle est tuée par les policiers. Laissant éclater sa colère, Marv massacre les forces de l'ordre et torture leur lieutenant qui lui apporte une confirmation : le cardinal Roark (Rutger Hauer) est impliqué dans le meurtre de Goldie. Marv met le cap sur la ville et tombe entre les mains du sosie de Goldie. Capturé, il est malmené par la jeune femme, qui s'avère être en fait Wendy, la sœur jumelle de Goldie. S'associant finalement à Wendy et ses complices, il retourne chez Kevin, incendie sa ferme et massacre le cannibale. Enfin, il apporte la tête du psychopathe au cardinal avant de le tuer. Marv est abattu par les policiers qui investissent les lieux mais survit. Au commissariat, il signe des aveux le rendant responsable des meurtres de Roark, Kevin et de leurs victimes car on le menace de tuer sa mère s'il refuse et, après un procès expéditif, meurt sur la chaise électrique.
Jack « Jackie Boy » Rafferty (Benicio del Toro), un agent de police corrompu, tente de renouer avec son ex-compagne, Shellie (Brittany Murphy) une serveuse. Mais la jeune femme refuse de le laisser entrer, Jackie pouvant se montrer violent. Finalement, elle lui ouvre et Jackie la frappe. Mais alors qu'il se rend aux toilettes, il tombe sur Dwight, l'actuel petit ami de Shellie, qui le brutalise. Jackie et ses hommes partent et Dwight les poursuit jusque dans la vieille ville, aux mains de prostituées comme Dallas, Miho (Devon Aoki) ou Gail (Rosario Dawson), son seul véritable amour. Là-bas, Jackie menace une des filles, Becky (Alexis Bledel) avec un revolver en lui demandant de monter dans sa voiture. Miho, perchée sur un toit, tranche la main de Jackie avec un shuriken puis descend dans la rue et tue ses comparses; puis alors que Jackie lui tourne le dos, Miho bouche le canon de son pistolet avec une pointe en métal. Ainsi, lorsqu'il tente d'abattre Dwight, son arme explose et la culasse s'enfonce dans son crâne. Après que Miho l'a achevé, les cadavres sont fouillés et Dwight découvre que Jackie était flic. Cette bavure, tout le monde le sait, entraînera une terrible guerre à Sin City. Miho débite ensuite les cadavres en morceaux pour les mettre dans le coffre, sauf celui de Jackie, que l'on assoit à côté de Dwight. Ils partent ensuite pour le marais, où les policiers ne chercheront pas les cadavres. En chemin, Dwight est victime de visions, voyant Jackie lui parler alors qu'il est mort. Soudain, un policier prend Dwight en chasse mais le laisse tout compte fait tranquille. Mais alors qu'il pousse la voiture, en panne d'essence, un tireur embusqué l'abat. Pendant ce temps, Gail est attaquée par Manute (Michael Clarke Duncan), l'homme de main de Wallenquist, le chef de la pègre. Au marais, Dwight se relève (la balle avait été arrêtée par la plaque de Jackie) et élimine les mercenaires venus le tuer. Secouru par Miho et Dallas, il échafaude un plan pour libérer Gail. Il récupère la tête de Jackie que les derniers mercenaires avaient coupée au cours d'un affrontement durant lequel Dallas est tuée. Dans la vieille ville, Gail découvre que Becky les a vendus à Manute. Dwight revient et conclut un marché avec Manute : la tête de Jackie contre Gail. Mais c'est en réalité une embuscade et les prostituées abattent Manute et ses hommes, mettant fin à la guerre.
Hartigan, hospitalisé, reçoit la visite du sénateur Roark (Powers Boothe), qui lui explique ce qu'il compte faire de lui : l'envoyer en prison en l'accusant des crimes sexuels dont son fils est responsable. Hartigan reçoit ensuite la visite de Nancy, et lui demande de l'oublier. Une fois remis sur pied, le policier est tabassé et enfermé pour qu'il avoue son crime. Nancy lui écrit tous les jeudis pendant huit ans en signant « Cordelia ». Mais un jour, plus de lettres.
Hartigan reçoit la visite d'un homme répugnant, à la peau dure et jaune, qui l'assomme. Lorsque Hartigan se réveille, il trouve une enveloppe, avec l'index d'une jeune fille à l'intérieur, qu'il identifie aussitôt comme devant appartenir à Nancy. Avouant les crimes dont on l'accuse pour en finir avec sa préventive, Hartigan est libéré et mène une enquête pour retrouver Nancy, désormais âgée de 19 ans (Jessica Alba). Il finit par atterrir dans le bar où elle travaille comme strip-teaseuse. Il comprend alors que l'index dans l'enveloppe était un coup monté pour la retrouver. Mais elle le reconnaît et saute à son cou, ce qui les oblige à quitter les lieux sans attendre. S'enfuyant en voiture, ils sont poursuivis par l'affreux homme jaune qu'Hartigan parvient à toucher d'une balle. L'homme jaune s'enfuit après avoir perdu le contrôle de sa voiture, tandis qu'Hartigan et Nancy se réfugient dans un motel. Là, Nancy révèle à l'ex-policier qu'elle est amoureuse de lui. Mais il repousse ses avances. 
Plus tard, alors qu'il se douche, il est agressé par l'homme jaune, qui s'était caché à l'arrière de leur voiture. Hartigan finit par comprendre qui il est en écoutant sa voix : Roark Jr. Celui-ci, grièvement blessé, a dû subir un traitement aux hormones, changeant définitivement son apparence. Il est aujourd'hui devenu le Yellow Bastard. Capturant Nancy et Hartigan, il menace de torturer celle-ci, après avoir pendu Hartigan au bout d'une corde. Mais celui-ci, brisant une fenêtre, coupe sa corde à l'aide d'un bout de verre. Il interroge ensuite l'un des bandits venus récupérer son corps et qui lui apprend que le Yellow Bastard se trouve à la ferme des Roark, où habite Kevin. Hartigan se rend donc à la ferme et traque le Yellow Bastard, n'hésitant pas à tuer les policiers qui gardent la maison. Pendant ce temps, le Yellow Bastard torture Nancy dans la grange mais elle résiste. Blessé par les tirs des policiers et affaibli par un violent malaise cardiaque, Hartigan se rend dans la grange et voit le Yellow Bastard tenant Nancy en otage. Mimant un infarctus, il trompe la vigilance du pervers et le poignarde. À terre, il le désarme et lui arrache ce qui reste de ses parties génitales, avant de l'achever à coups de poing. Avant que Nancy ne rentre chez elle, il lui promet de faire plonger le sénateur. Mais il sait qu'il n'y arrivera pas : Roark voudra se venger et il s'en prendra forcément à Nancy. N'ayant plus le choix, Hartigan décide de mettre fin à ses jours et se tire une balle dans la tête. Ainsi, il empêche Nancy d'avoir des ennuis.
Becky, la prostituée qui avait vendu Gail à Manute, monte dans un ascenseur, à l'hôpital de Sin City. Un médecin se trouvant dans la cabine lui propose alors une cigarette, en l'appelant par son prénom ; il s'avère n'être autre que le tueur à gages du début du film.

## Fiche technique
- Titre original et français : Sin City
- Titre original complet : Frank Miller's Sin City[1]
- Titre québécois : Une histoire de Sin City
- Réalisation : Robert Rodriguez et Frank Miller, avec une participation de Quentin Tarantino
- Scénario : Robert Rodriguez et Frank Miller, d'après la série de comics éponyme de Frank Miller
- Musique : John Debney, Graeme Revell et Robert Rodriguez
- Direction artistique : Jeanette Scott et Steve Joyner
- Décors : Jeanette Scott et David Hack
- Costumes : Nina Proctor
- Photographie : Robert Rodriguez
- Son : Robert Rodriguez, Sergio Reyes
- Montage : Robert Rodriguez
- Production : Elizabeth Avellan

Production exécutive : Bill Scott
Production déléguée : Bob Weinstein et Harvey Weinstein
- Sociétés de production[2] : Dimension Films et Troublemaker Studios
- Sociétés de distribution : 
  - États-Unis : Dimension Films
  - France : Pan Européenne Distribution
  - Belgique : Kinepolis Film Distribution
  - Suisse : Buena Vista International
- Budget : 40 millions de $[3]
- Pays d'origine :  États-Unis
- Langue originale : anglais
- Format[4] : Noir et blanc avec un soupçon de couleurs (DeLuxe) - 35 mm / D-Cinema - 1,85:1 (Panavision) - son DTS | Dolby Digital | SDDS
- Genres : Néo-noir[5], policier, thriller et action
- Durée : 124 minutes / 147 minutes (version non censurée Director's Recut)
- Dates de sortie[1] :
  - États-Unis : 1er avril 2005 (sortie nationale) ; 13 décembre 2005 (version director's cut)
  - Canada, Québec[6] : 1er avril 2005
  - France : 18 mai 2005 (Festival de Cannes) ; 1er juin 2005 (sortie nationale) ; 17 septembre 2019 (Festival européen du film fantastique de Strasbourg)
  - Belgique, Suisse romande : 1er juin 2005
- Classification[7] :
  -  États-Unis : Interdit aux moins de 17 ans (certificat #41611) (R – Restricted) [Note 2].
  -  Québec : 16 ans et plus (16+ / 16 years and over) puis réévalution à 13 ans et plus (13+ / 13 years and over).
  -  France : Interdit aux moins de 16 ans (version non censurée).
  -  France : Interdit aux moins de 12 ans (version coupée) (visa d'exploitation no 112632 délivré le 27 mai 2005)[8],[9],[Note 3].

## Distribution
- Bruce Willis (VF : Patrick Poivey et VQ : Jean-Luc Montminy) : John Hartigan
- Mickey Rourke (VF : Michel Vigné et VQ : Jean-Marie Moncelet) : Marv
- Clive Owen (VF : Loïc Houdré et VQ : Daniel Picard) : Dwight McCarthy
- Jessica Alba (VF : Barbara Delsol et VQ : Audrey Lacasse) : Nancy Callahan
- Benicio del Toro (VF : Boris Rehlinger et VQ : Benoit Rousseau) : Jack « Jackie Boy » Rafferty
- Rosario Dawson (VF : Sara Martins et VQ : Marie-Lyse Laberge-Forest) : Gail
- Elijah Wood : Kevin
- Michael Clarke Duncan (VF : Peter King et VQ : Guy Nadon) : Manute
- Nick Stahl (VF : Axel Kiener et VQ : Joël Legendre) : Roark Jr, le « Yellow Bastard »
- Jaime King (VF : Barbara Kelsch et VQ : Manon Arsenault) : Goldie / Wendy
- Carla Gugino (VF : Julie Dumas et VQ : Camille Cyr-Desmarais) : Lucille
- Brittany Murphy (VF : Dorothée Pousséo et VQ : Éveline Gélinas) : Shellie
- Devon Aoki : Miho
- Alexis Bledel (VF : Noémie Orphelin et VQ : Bianca Gervais) : Becky
- Josh Hartnett (VF : Rémi Bichet et VQ : Martin Watier) : le tueur
- Michael Madsen (VF : Jean-Yves Chatelais et VQ : Sylvain Hétu) : Bob
- Rutger Hauer (VF : François Dunoyer et VQ : Vincent Davy) : le Cardinal Roark
- Powers Boothe (VF : Patrick Raynal et VQ : Jacques Lavallée) : le sénateur Roark
- Jude Ciccolella (VF : Claude Brosset et VQ : Denis Roy) : le commissaire Liebowitz
- Tommy Flanagan (VF : Jérôme Pauwels) : Brian
- Rick Gomez (VF : Marc Saez) : Monsieur Klump
- Nicky Katt (VF : Laurent Lederer et VQ : Nicolas Charbonneaux-Collombet) : Stuka
- Frank Miller (VF : Patrice Dozier et VQ : Daniel Lesourd) : le prêtre
- Nick Offerman (VF : Pascal Massix et VQ : Manuel Tadros) : Monsieur Shlubb
- Marley Shelton : la cliente
- Makenzie Vega (VF : Claire Bouanich) : Nancy Callahan, à 11 ans

Sources et légende : Version française (VF) sur AlloDoublage et Voxofilm. Version québécoise (VQ) sur Doublage Québec

## Production

### Genèse du projet

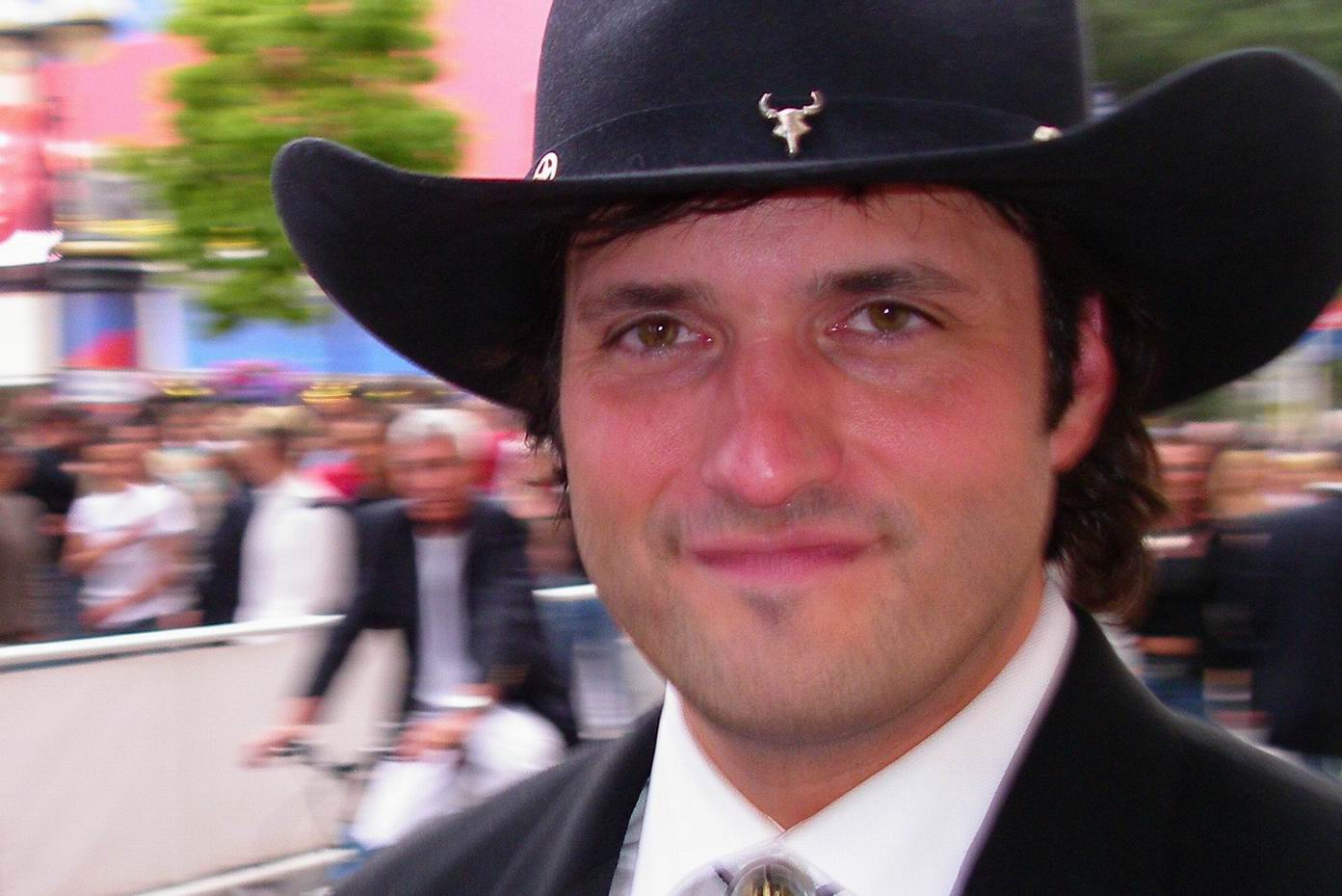
Le réalisateur Robert Rodriguez, pour la présentation du film au festival de Cannes 2005.

Robert Rodriguez était un fan du comic depuis des années :

« Je suis tombé raide dingue de Sin City dès la première page. Dans un magasin de BD, ces livres vous sautent à la figure parce qu'ils tranchent complètement visuellement. Ils ne ressemblent à rien de ce qui existe. »

— Robert Rodriguez
Mais Frank Miller a toujours refusé que son œuvre soit adaptée au cinéma.

« Je pensais que ça ne pouvait pas marcher, et que l'industrie cinématographique serait incapable de traiter mes comics sans les transformer en quelque chose qu'ils ne sont pas. Je me suis cramponné à ce point de vue jusqu'à ce que ce type, Robert Rodriguez, commence à assiéger mon avocat, puis mon éditeur, puis à me traquer, moi… et en définitive, il m'a plu ! »

— Frank Miller
Robert Rodriguez propose à Miller d'adapter plan par plan son comic :

« Je ne voulais pas faire le Sin City de Robert Rodriguez, mais celui de Frank Miller ! J'ai aimé que les dialogues ne sonnent pas comme des dialogues de film, que les visuels ne ressemblent à rien de ce qu'on peut voir au cinéma. Je savais qu'avec la technologie que j'avais déjà apprise à utiliser, la mise en lumière, la photo, les effets visuels, c'était possible. »

— Robert Rodriguez
Alors que Frank Miller reste toujours sceptique, Robert Rodriguez décide de tourner une scène test en studio chez lui à Austin avec Marley Shelton et Josh Hartnett, qui sera la scène d'introduction. Convaincu, Frank Miller s'attèle au scénario du film, en adaptant 3 volumes du comic : Sin City, Le Grand Carnage et Cet Enfant de salaud. Cependant l'épilogue du film a été créé spécifiquement pour le film.
Très vite, Robert Rodriguez prend également la décision de faire figurer Frank Miller au générique en tant que coréalisateur. Pour cela, il est obligé de quitter la Directors Guild of America, ce qui lui fit perdre le droit de réaliser le film John Carter from Mars, d'Edgar Rice Burroughs, pour lequel il avait pourtant signé.

### Attribution des rôles
Johnny Depp devait faire partie d'une histoire du film, basée sur le volume L'Enfer en retour. Mais Robert Rodriguez décida finalement de ne pas l'inclure. Par ailleurs, Johnny Depp s'est vu proposer le rôle de Jackie Boy mais refusa.
Le rôle de John Hartigan a été proposé à Michael Douglas, Matt Dillon ainsi qu'à Sylvester Stallone mais celui-ci devait tourner Rocky Balboa. Le rôle échut donc à Bruce Willis. Christopher Walken et Willem Dafoe se sont vus proposer le rôle du Sénateur Roark. Robert Rodriguez a demandé à Steve Buscemi, qu'il a dirigé dans Desperado et Spy Kids 2, d'incarner Roark Jr quand il se « transforme » en Yellow Bastard, mais il n'a pas accepté.
Leonardo DiCaprio a refusé le rôle de Roark Jr alors que Kate Bosworth était le 1er choix pour le rôle de Gail. Anthony Michael Hall a été envisagé pour le rôle de Dwight, alors que Michael Madsen a failli jouer Marv mais est finalement Bob. Adrien Brody a auditionné pour le rôle de Jackie Boy.
Pour le rôle de Lucille, les noms de Uma Thurman, Sarah Jessica Parker, Ashley Judd, Carrie-Anne Moss et Naomi Watts ont circulé, avant que Carla Gugino ne soit choisie. Pour celui de Nancy Callahan, le premier choix était Jessica Simpson avant que ce soit finalement Jessica Alba.

### Tournage
Le film a été tourné dans les studios de Rodriguez à Austin au Texas. Tout a été tourné sur fonds verts, avec seulement quelques accessoires réels.
Certains acteurs ont tourné des scènes séparément, comme la scène dans laquelle Marv affronte Kevin. Cela a notamment permis d'organiser particulièrement le tournage. Ainsi, Brittany Murphy n'a eu qu'un seul jour de tournage alors qu'elle apparaît dans plusieurs scènes.
Quentin Tarantino est venu rendre visite à l'équipe le temps d'une journée. Il a dirigé la scène en voiture entre Clive Owen et Benicio del Toro. Cette participation a rapporté au réalisateur 1 $ car Robert Rodriguez avait composé des morceaux pour la B.O. de Kill Bill : Volume 2 pour 1 dollar symbolique.
La scène d'introduction avec Marley Shelton et Josh Hartnett a été tournée en un jour, avant que Frank Miller ne donne son accord. Cette scène devait le convaincre d'accepter le projet de Rodriguez.

### Bande originale
Bandes originales de Sin City
Sin City : J'ai tué pour elle
(2014)
Bandes originales par Robert Rodriguez
Il était une fois au Mexique... Desperado 2
(2003) Les Aventures de Shark Boy et Lava Girl
(2005)
Robert Rodriguez voulait à l'origine Hans Zimmer. Mais occupé par Batman Begins, ce dernier lui conseille ses amis John Debney et Graeme Revell. John Debney a déjà travaillé avec Robert Rodriguez pour Spy Kids et Spy Kids 2 : Espions en herbe.
Liste des titres
1. Sin City (Rodriguez)
2. One Hour to Go (Rodriguez)
3. Goldie's Dead (Revell)
4. Marv (Revell/Rodriguez)
5. Bury the Hatchet (Revell)
6. Old Town Girls (Revell/Rodriguez)
7. The Hard Goodbye (Revell)
8. Cardinal Sin (Revell/Rodriguez)
9. Her Name is Goldie (Revell)
10. Dwight (Debney)
11. Old Town (Debney/Rodriguez)
12. Deadly Little Miho (Debney/Rodriguez)
13. Warrior Woman (Debney)
14. Tar Pit (Debney)
15. Jackie Boy's Head (Debney)
16. The Big Fat Kill (Debney)
17. Nancy (Rodriguez)
18. Prison Cell (Rodriguez)
19. Absurd (Fluke)
20. Kiss of Death (Rodriguez)
21. That Yellow Bastard (Rodriguez)
22. Hartigan (Rodriguez)
23. Sensemaya (Revueltas)
24. Sin City End Titles (Rodriguez)

## Accueil

### Critique
Sin City a obtenu un bon accueil critique, recueillant 78 % de critiques favorables, avec une note moyenne de 7,4⁄10 et sur la base de 237 critiques collectées, sur le site internet Rotten Tomatoes. Il obtient un score de 74⁄100, sur la base de 40 critiques, sur Metacritic. Le film figure dans le Top 250 du classement des films de l'Internet Movie Database, basé sur les votes du public, avec une note moyenne de 8/10. En 2008, le magazine Empire l'a classé à la 274e place dans sa liste des 500 meilleurs films de tous les temps. Les Cahiers du cinéma le classe au 8e rang de leur liste des meilleurs films de 2005.
En France, les critiques ont également été plutôt positives. Le Figaroscope évoque « un brillant exercice de style doublé d'un hommage virtuose au film noir », L'Écran fantastique « un film d'un genre nouveau, à la fois atypique, novateur et non reproductible », Paris Match un « Choc visuel, électrochoc sensoriel, exercice de style éblouissant », Brazil « un film très réussi quoiqu'un peu longuet par instants », Rolling Stone un « tourbillon visuel » fascinant et un « casting insensé », et Première trouve que « les qualités du film surpassent ses défauts » et qu'il « capture l'essence même du film noir en isolant ses éléments les plus représentatifs et en les amplifiant ». Parmi les quelques critiques négatives, Le Nouvel Observateur estime que « les époustouflantes qualités formelles du film ne parviennent pas à masquer la faiblesse du scénario (trois histoires à la connexion peu convaincante) et une ambiguë apologie de la violence et de la loi du talion », Le Point trouve que Rodriguez n'arrive pas à la cheville de Tarantino et parle d'un « bric-à-brac d'épisodes pas toujours bien ficelés », et Les Inrockuptibles évoque « une copie un peu ridicule à force de surgonflette, faisant certes beaucoup de bruit mais totalement dépourvue de sensualité ou de mystère ».

### Box-office
Le film a rapporté 158 753 820 $ au box-office mondial (dont 74 103 820 $ en Amérique du Nord). Il a réalisé 1 261 533 entrées en France, 239 470 au Québec, 174 164 en Belgique et 118 101 en Suisse.
| Pays ou région    | Box-office        | Date d'arrêt du box-office | Nombre de semaines |
| ----------------- | ----------------- | -------------------------- | ------------------ |
| États-Unis Canada | 74 103 820 $      | 11 août 2005               | 19                 |
| France            | 1 261 533 entrées | -                          | 17                 |
| Total mondial     | 158 753 820 $     | -                          | -                  |

## Distinctions
Entre 2005 et 2011, Sin City a été sélectionné 98 fois dans diverses catégories et a remporté 37 récompenses,.

### Distinctions 2005
| Festivals de cinéma                                                      | Catégorie / Récompense                                                                           | Nommé(es) / Lauréat(es)                                                                         | Nommé(es) / Lauréat(es) |
| ------------------------------------------------------------------------ | ------------------------------------------------------------------------------------------------ | ----------------------------------------------------------------------------------------------- | ----------------------- |
| Association des critiques de cinéma de Saint-Louis                       | Prix SLFCA du Meilleur film négligé ou film le plus original, artistiquement innovant ou créatif | -                                                                                               | Lauréat                 |
| Association des critiques de cinéma de Saint-Louis                       | Meilleur acteur dans un second rôle                                                              | Mickey Rourke                                                                                   | Nomination              |
| Association des critiques de cinéma de Saint-Louis                       | Meilleur réalisateur                                                                             | Frank Miller et Robert Rodriguez                                                                | Nomination              |
| Association des critiques de cinéma de Saint-Louis                       | Meilleure photographie ou effets visuels/spéciaux                                                | Robert Rodriguez                                                                                | Nomination              |
| Association des critiques de films de la région de Washington DC         | Meilleure distribution                                                                           | -                                                                                               | Nomination              |
| Cahiers du Cinéma                                                        | Meilleur film                                                                                    | Frank Miller et Robert Rodriguez                                                                | Nomination              |
| Communauté du circuit des récompenses (Awards Circuit Community Awards)  | Meilleurs effets visuels                                                                         | (Finaliste)                                                                                     | Nomination              |
| Festival de Cannes,                                                      | Prix Vulcain de l'Artiste-Technicien                                                             | Robert Rodriguez                                                                                | Lauréat                 |
| Festival de Cannes,                                                      | Palme d'Or                                                                                       | Frank Miller et Robert Rodriguez                                                                | Nomination              |
| Festival de Cannes,                                                      | Grand Prix                                                                                       | Frank Miller et Robert Rodriguez                                                                | Nomination              |
| Festival de Cannes,                                                      | Prix du Jury                                                                                     | Frank Miller et Robert Rodriguez                                                                | Nomination              |
| Festival de Cannes,                                                      | Prix de la mise en scène                                                                         | Frank Miller et Robert Rodriguez                                                                | Nomination              |
| Festival de Cannes,                                                      | Prix de l'Education nationale                                                                    | Frank Miller et Robert Rodriguez                                                                | Nomination              |
| Festival international du film des frères Manaki                         | Prix spécial                                                                                     | Robert Rodriguez                                                                                | Lauréat                 |
| Prix BMI du cinéma et de la télévision                                   | Prix BMI de la meilleure musique de film                                                         | Graeme Revell                                                                                   | Lauréat                 |
| Prix du cinéma et de la télévision irlandais                             | Prix du public du Meilleur acteur international                                                  | Mickey Rourke                                                                                   | Lauréat                 |
| Prix du cinéma et de la télévision irlandais                             | Prix international du cinéma                                                                     | -                                                                                               | Nomination              |
| Prix du cinéma hollywoodien                                              | Prix du film hollywoodien du Maquillage de l'année                                               | Greg Nicotero                                                                                   | Lauréat                 |
| Prix du jeune public                                                     | Meilleur film d'action / aventure                                                                | -                                                                                               | Nomination              |
| Prix du jeune public                                                     | Meilleure actrice dans un film d'action / aventure / thriller                                    | Jessica Alba                                                                                    | Nomination              |
| Prix du jeune public                                                     | Meilleur méchant                                                                                 | Elijah Wood                                                                                     | Nomination              |
| Prix Promax (PromaxBDA Awards)                                           | Meilleur film de divertissement à domicile                                                       | Jonathan Flora et Walt Disney Studios                                                           | Nomination              |
| Prix Rondo Hatton horreur classique (Rondo Hatton Classic Horror Awards) | Meilleur film                                                                                    | Robert Rodriguez                                                                                | Nomination              |
| Prix Satellites                                                          | Meilleur acteur dans un second rôle dans un film dramatique                                      | Mickey Rourke                                                                                   | Nomination              |
| Prix Satellites                                                          | Meilleure musique de film                                                                        | Robert Rodriguez                                                                                | Nomination              |
| Prix Satellites                                                          | Meilleure photographie                                                                           | Robert Rodriguez                                                                                | Nomination              |
| Prix Satellites                                                          | Meilleurs effets visuels                                                                         | Robert Rodriguez                                                                                | Nomination              |
| Prix Satellites                                                          | Meilleur montage                                                                                 | Robert Rodriguez                                                                                | Nomination              |
| Prix Satellites                                                          | Meilleur son (montage et mixage)                                                                 | Robert Rodriguez, John Pritchett, Sergio Reyes, Paula Fairfield, William Jacobs et Carla Murray | Nomination              |
| Prix Satellites                                                          | Meilleure direction artistique                                                                   | Jeanette Scott et David Hack                                                                    | Nomination              |
| Prix Satellites                                                          | Meilleur DVD                                                                                     | (Re-Cut & Extended Edition)                                                                     | Nomination              |
| Prix Satellites                                                          | Meilleurs Extras DVD                                                                             | (Re-Cut & Extended Edition)                                                                     | Nomination              |
| Prix Schmoes d'or (Golden Schmoes Awards)                                | Schmoes d'or du Meilleur réalisateur de l'année                                                  | Frank Miller et Robert Rodriguez                                                                | Lauréat                 |
| Prix Schmoes d'or (Golden Schmoes Awards)                                | Schmoes d'or du Meilleur acteur dans un second rôle de l'année                                   | Mickey Rourke                                                                                   | Lauréat                 |
| Prix Schmoes d'or (Golden Schmoes Awards)                                | Schmoes d'or des Meilleurs S&C de l'année                                                        | Jessica Alba                                                                                    | Lauréat                 |
| Prix Schmoes d'or (Golden Schmoes Awards)                                | Schmoes d'or du Personnage le plus cool de l'année                                               | Marv                                                                                            | Lauréat                 |
| Prix Schmoes d'or (Golden Schmoes Awards)                                | Schmoes d'or du Film le plus trippant de l'année                                                 | -                                                                                               | Lauréat                 |
| Prix Schmoes d'or (Golden Schmoes Awards)                                | Schmoes d'or de l'Affiche de cinéma préférée de l'année                                          | -                                                                                               | Lauréat                 |
| Prix Schmoes d'or (Golden Schmoes Awards)                                | Schmoes d'or du Meilleur DVD / Blu-Ray de l'année                                                | Sin City: Extended Edition                                                                      | Lauréat                 |
| Prix Schmoes d'or (Golden Schmoes Awards)                                | Meilleurs S&C de l'année                                                                         | Carla Gugino                                                                                    | Nomination              |
| Prix Schmoes d'or (Golden Schmoes Awards)                                | Film préféré de l'année                                                                          | -                                                                                               | Nomination              |
| Prix Schmoes d'or (Golden Schmoes Awards)                                | Meilleurs effets spéciaux de l'année                                                             | -                                                                                               | Nomination              |
| Prix Schmoes d'or (Golden Schmoes Awards)                                | Meilleure musique dans un film                                                                   | -                                                                                               | Nomination              |
| Prix Schmoes d'or (Golden Schmoes Awards)                                | Meilleure bande-annonce de l'année                                                               | -                                                                                               | Nomination              |
| Prix Schmoes d'or (Golden Schmoes Awards)                                | Meilleure réplique de l'année                                                                    | "Descendez la ruelle de droite à Sin City et vous trouverez n'importe quoi."                    | Nomination              |
| Société des critiques de films de Phoenix                                | Prix PFCS du Meilleur montage de film                                                            | Robert Rodriguez                                                                                | Lauréat                 |
| Société des critiques de films de Phoenix                                | Prix PFCS du Meilleur maquillage                                                                 | -                                                                                               | Lauréat                 |
| Société des critiques de films de San Diego                              | Prix SDFCS des Meilleurs décors                                                                  | Jeanette Scott                                                                                  | Lauréat                 |

### Distinctions 2006
| Festivals de cinéma                                                                          | Catégorie / Récompense                                          | Nommé(es) / Lauréat(es) | Nommé(es) / Lauréat(es) |
| -------------------------------------------------------------------------------------------- | --------------------------------------------------------------- | --- | ----------------------- |
| Académie des films de science-fiction, fantastique et d'horreur - Prix Saturn,               | Prix Saturn du Meilleur film d'action / aventures / thriller    | - | Lauréat                 |
| Académie des films de science-fiction, fantastique et d'horreur - Prix Saturn,               | Prix Saturn du Meilleur acteur dans un second rôle              | Mickey Rourke | Lauréat                 |
| Académie des films de science-fiction, fantastique et d'horreur - Prix Saturn,               | Prix Saturn de la Meilleure édition spéciale DVD                | Sin City (Recut, Extended, Unrated) | Lauréat                 |
| Académie des films de science-fiction, fantastique et d'horreur - Prix Saturn,               | Meilleure actrice dans un second rôle                           | Jessica Alba | Nomination              |
| Académie des films de science-fiction, fantastique et d'horreur - Prix Saturn,               | Meilleur maquillage                                             | Greg Nicotero et Howard Berger | Nomination              |
| Association centrale des critiques de films de l'Ohio                                        | Prix COFCA du Meilleur design                                   | - | Lauréat                 |
| Association centrale des critiques de films de l'Ohio                                        | Meilleur film                                                   | (8ème place) | Nomination              |
| Association des critiques de cinéma                                                          | Meilleure distribution                                          | Mickey Rourke, Clive Owen, Jessica Alba, Benicio Del Toro, Brittany Murphy, Rosario Dawson, Elijah Wood, Alexis Bledel, Jaime King, Bruce Willis, Devon Aoki et Nick Stahl                                                                                      | Nomination              |
| Association des critiques de cinéma d'Austin                                                 | Prix AFCA du Meilleur film d'animation                          | - | Lauréat                 |
| Association des critiques de cinéma d'Austin                                                 | Prix du cinéma Austin                                           | Robert Rodriguez | Lauréat                 |
| Association des critiques de cinéma d'Austin                                                 | Meilleur film                                                   | (3ème place) | Nomination              |
| Association des critiques de cinéma de Chicago                                               | Meilleur acteur dans un second rôle                             | Mickey Rourke | Nomination              |
| Association du cinéma et de la télévision en ligne (Online Film & Television Association)    | Prix OFTA des Meilleurs maquillages et coiffures                | Howard Berger, Greg Nicotero, Kamar Bitar, Gino Crognale, Ermahn Ospina et Shannon Shea | Lauréat                 |
| Association du cinéma et de la télévision en ligne (Online Film & Television Association)    | Prix OFTA de la séquence des meilleurs titres                   | - | Lauréat                 |
| Association du cinéma et de la télévision en ligne (Online Film & Television Association)    | Meilleur mixage sonore                                          | Robert Rodriguez, John Pritchett, Sergio Reyes et Eric Thompson | Nomination              |
| Association du cinéma et de la télévision en ligne (Online Film & Television Association)    | Meilleurs effets visuels                                        | Pierre Couture, Thierry Delattre, Richard Martin et Stuart T. Maschwitz | Nomination              |
| Association turque des critiques de cinéma (Turkish Film Critics Association (SIYAD) Awards) | Meilleur film étranger                                          | (4ème place) | Nomination              |
| Éditeurs de sons de films                                                                    | Meilleurs effets sonores et bruitages dans un film              | Tim Rakoczy, Craig Henighan, William Jacobs, Paula Fairfield, Carla Murray, Edward M. Steidele et Jerry Trent | Nomination              |
| MTV Movie Awards,                                                                            | Prix du film MTV de la Performance la plus sexy                 | Jessica Alba | Lauréat                 |
| MTV Movie Awards,                                                                            | Meilleur film                                                   | Frank Miller, Robert Rodriguez et Quentin Tarantino | Nomination              |
| MTV Movie Awards,                                                                            | Meilleur baiser                                                 | Clive Owen et Rosario Dawson | Nomination              |
| Lions tchèques                                                                               | Meilleur film en langue étrangère                               | Frank Miller, Robert Rodriguez et Quentin Tarantino | Nomination              |
| Prix Bobine Noire                                                                            | Meilleure actrice dans un second rôle                           | Rosario Dawson | Nomination              |
| Prix de la Fondation Imagen                                                                  | Meilleur réalisateur                                            | Robert Rodriguez | Nomination              |
| Prix des arts clés (Key Art Awards)                                                          | Prix des arts clés de la Meilleure bande-annonce - Audio/visuel | Jonathan Flora et Walt Disney Studios | Lauréat                 |
| Prix des arts médiatiques Latino Américain                                                   | Meilleur acteur dans un film                                    | Benicio Del Toro | Nomination              |
| Prix des arts médiatiques Latino Américain                                                   | Meilleure actrice dans un film                                  | Jessica Alba | Nomination              |
| Prix des arts médiatiques Latino Américain                                                   | Meilleur réalisateur                                            | Robert Rodriguez | Nomination              |
| Prix du cinéma en ligne italien (IOMA) (Italian Online Movie Awards (IOMA))                  | Prix IOMA du Meilleur casting                                   | - | Lauréat                 |
| Prix du cinéma en ligne italien (IOMA) (Italian Online Movie Awards (IOMA))                  | Prix IOMA du Meilleur maquillage                                | - | Lauréat                 |
| Prix du cinéma en ligne italien (IOMA) (Italian Online Movie Awards (IOMA))                  | Meilleur scénario adapté                                        | Frank Miller et Robert Rodriguez | Nomination              |
| Prix du cinéma en ligne italien (IOMA) (Italian Online Movie Awards (IOMA))                  | Meilleure photographie                                          | Robert Rodriguez | Nomination              |
| Prix du Derby d'or                                                                           | Meilleure distribution                                          | Jessica Alba, Alexis Bledel, Powers Boothe, Rosario Dawson, Benicio Del Toro, Michael Clarke Duncan, Carla Gugino, Josh Hartnett, Rutger Hauer, Jaime King, Michael Madsen, Brittany Murphy, Clive Owen, Mickey Rourke, Nick Stahl, Bruce Willis et Elijah Wood | Nomination              |
| Prix Empire                                                                                  | Meilleur film                                                   | - | Nomination              |
| Prix Empire                                                                                  | Meilleur thriller                                               | - | Nomination              |
| Prix Exclusivité DVD (DVD Exclusive Awards)                                                  | PSP globale                                                     | Buena Vista Home Entertainment | Nomination              |
| Prix Exclusivité DVD (DVD Exclusive Awards)                                                  | Meilleures scènes supprimées, prises de vue et bêtises          | Buena Vista Home Entertainment (Pour "Sin City Recut et Extended Edition) | Nomination              |
| Prix internationaux du cinéma en ligne (INOCA) (International Online Cinema Awards (INOCA))  | Prix INOCA du Meilleur maquillage et coiffure                   | - | Lauréat                 |
| Prix internationaux du cinéma en ligne (INOCA) (International Online Cinema Awards (INOCA))  | Meilleur acteur dans un second rôle                             | Mickey Rourke | Nomination              |
| Prix internationaux du cinéma en ligne (INOCA) (International Online Cinema Awards (INOCA))  | Meilleurs effets visuels                                        | - | Nomination              |
| Prix Promax (PromaxBDA Awards)                                                               | Prix Promax du Meilleur film de divertissement à domicile       | Jonathan Flora et Walt Disney Studios | Lauréat                 |
| Prix nationaux du cinéma russe (Russian National Movie Awards)                               | Prix Georges du Meilleur film à succès                          | - | Lauréat                 |
| Semaine des Cahiers du Cinéma                                                                | Meilleur film                                                   | - | Nomination              |
| Société des critiques de films en ligne                                                      | Prix OFCS du Meilleur acteur dans un second rôle                | Mickey Rourke | Lauréat                 |
| Société des critiques de films en ligne                                                      | Prix OFCS de la Meilleure photographie                          | Robert Rodriguez | Lauréat                 |
| Société des critiques de films en ligne                                                      | Prix OFCS du Meilleur montage                                   | Robert Rodriguez | Lauréat                 |
| Société Américaine des Compositeurs, Auteurs et Éditeurs de Musique                          | Prix ASCAP des Meilleurs films au box-office                    | John Debney et Robert Rodriguez | Lauréat                 |

### Distinctions 2007
| Festivals de cinéma            | Catégorie / Récompense                                    | Nommé(es) / Lauréat(es)               | Nommé(es) / Lauréat(es) |
| ------------------------------ | --------------------------------------------------------- | ------------------------------------- | ----------------------- |
| Prix Promax (PromaxBDA Awards) | Prix Promax du Meilleur film de divertissement à domicile | Jonathan Flora et Walt Disney Studios | Lauréat                 |

### Distinctions 2011
| Festivals de cinéma                               | Catégorie / Récompense   | Nommé(es) / Lauréat(es)          | Nommé(es) / Lauréat(es) |
| ------------------------------------------------- | ------------------------ | -------------------------------- | ----------------------- |
| Festival international du film de Saint-Sébastien | Rétrospective thématique | Frank Miller et Robert Rodriguez | Nomination              |

## Director's recut
La version DVD « Sin City Director's recut », ou « 4 Histoires de Sin City » en France, propose un montage linéaire du film. L'histoire est ainsi restituée en 4 parties distinctes avec presque 15 minutes de scènes supplémentaires :
- Le client a toujours raison (8 minutes) ;
- Adieux sauvages (39 minutes) : une scène supplémentaire montre notamment la mère de Marv ;
- Cet enfant de salaud (45 minutes) : une scène supplémentaire montre Lucille, conseillère judiciaire de Marv, prêtant cette fois main-forte à Hartigan. Un montage plus long de la scène dans la chambre d'hôpital de Hartigan montre d'autres visiteurs, dont sa femme ;
- Le Grand Carnage (43 minutes) : une scène montre Miho coupant en deux Manute.

## Autour du film
- Sin City est visuellement très fidèle au comics dont il est l'adaptation, dans un noir et blanc retravaillé numériquement et rehaussé par moments de quelques touches de couleurs. L'action est constamment outrée, ce qui permet au spectateur de se détacher un peu du spectacle de violence qui lui est présenté.
- Tout comme Pulp Fiction, le film se déroule en plusieurs parties, le montage ne tenant pas compte de la chronologie des événements :

1. Le tueur exécute une jeune femme sur une terrasse.
2. John Hartigan sauve la jeune Nancy Callahan des griffes de Roark Jr.
3. Marv traque les meurtriers de Goldie et tue les coupables.
4. Dwight McCarthy aide les prostituées à tuer et faire disparaître le corps de Jackie Boy, puis il tue, avec l'aide des filles, ceux qui voulaient contrôler leur quartier.
5. Hartigan, emprisonné pendant huit ans, est libéré et se met à la recherche de Nancy, la croyant en danger. Ce faisant, il la mène au Yellow Bastard (Roark Jr). Hartigan le tue, empêchant qu'il viole Nancy. À la fin, il se suicide pour éviter à Nancy d'avoir des ennuis.
6. Une prostituée qui avait trahi les filles se retrouve dans un ascenseur avec le tueur.

## Dans la culture populaire
- L'émission humoristique Les Guignols de l'info a fait une parodie de Sin City, intitulée Droite City.

## Suites
Peu de temps après la sortie du film, une suite est rapidement annoncée. Pour ce 2e volet, on parle d'abord d'adapter le comic A Dame To Kill For et on annonce dès lors Angelina Jolie et Johnny Depp en plus du casting original. Cependant Sin City 2 tarde à se concrétiser, Robert Rodriguez se concentrant par exemple sur le 4e volet de la saga Spy Kids.
En 2011, Rodriguez confirme que le scénario est quasiment bouclé. Le film sera l'adaptation du 2e tome du comics, J'ai tué pour elle (A Dame To Kill For) complété par deux histoires originales écrites par Frank Miller. Le film Sin City : J'ai tué pour elle sort en 2014.
Un 3e volet est également en projet, sans date précise à ce jour.